# プレスディフェンス
プレスディフェンス（英: Press defense）とは、サッカーやバスケットボールなどの球技におけるディフェンス（守備）の戦術の一つである。

## 概要
プレス（Press）或いはプレッシング（Pressing）とも呼ばれ、「プレスをかける」といった使い方をされる。プレスとは｢押す｣とか｢圧縮｣という意味の言葉であり、ディフェンスの選手が積極的にオフェンスの選手に寄って行き、プレッシャー（圧力）をかけ、オフェンスの選手を相手の陣地へ押込む（プレスする）ようにしてボールを奪うディフェンス。ゾーンディフェンスと組み合わされるとゾーンプレスと呼ばれる戦術になる。
プレスディフェンスは素早くオフェンスの選手に寄って行き、プレッシャーをかけることで、オフェンスの選手に前方へのパスを出させないなど、オフェンスのプレーをある程度制限させることができる。また、ゴールを守るためのディフェンスではなく、積極的にボールを奪う事を目的としたディフェンスであり、攻撃的なディフェンス、或いは積極的なディフェンスだといわれる。また、より相手ゴールに近いところでプレスをかけ、ボールを奪うことで良い位置から素早くカウンター（速攻）に転じることが出来る。しかし、守備が前掛りとなるため後方が手薄になり、守備のバランスも崩れやすいのでリスクも大きい。そのため、プレスディフェンスを行なうには守備のバランスを保ち、的確にカバーリングを行うなど組織的な連携が要求される。プレスディフェンスは通常のディフェンスよりも多くの体力を必要とする。そのため、体力が不足してプレスが甘くなるとプレスディフェンスの欠点ばかりが露呈して危険な守備になることもある。普段は使用せず体力を温存し、勝負どころでのみプレスをかけるといった使われ方もされることがある。

## サッカーのプレッシング

### 概要
サッカーでは相手の陣地へ押込むようにしてボールを奪うディフェンスの他に、複数人の選手でボールホルダーを囲い込んでボールを奪うディフェンスもプレッシングと呼び、後者のディフェンスを示すのが一般的である。囲い込みを行なうには選手の配置がバランス良くコンパクトに保たれている事が重要である。これらの事を行なうにも、プレスをかける事で出来てしまうスペースをコントロールするにもゾーンディフェンスが有効であり、プレスディフェンスとゾーンディフェンスは相性の良い戦術とされている。プレスディフェンスではディフェンスをコンパクトに保つ為にラインコントロールも重要であり、高い位置で積極的にボールを奪う為にラインを高く保ちプレスをかける場合と、自陣に誘い込んでボールを奪う為にラインを低くして（リトリートして）プレスをかける場合がある。ラインを高く保つプレスは攻撃性が高く、より良い位置でボールを奪いショートカウンターに繋げる事が出来るが、後方のスペースなども大きくなるためハイリスクハイリターンである。一方、ラインを低く自陣に誘い込むプレスは相手が積極的に攻撃してこなければ効果を発揮しないが、引いて守っている為に危険性は少ない。相手を自陣に誘い込みボールを奪う事が出来ればロングカウンターを狙う事が出来る。また、サッカーでは高い位置からプレスをかけてボールを奪いに行くことをフォアチェック、プレッシングを基軸にするサッカーをプレッシングサッカーと呼ぶ。

### 歴史
現代のサッカーの多くの戦術がそうであるようにプレッシングもまたリヌス・ミケルス監督のトータルフットボールにその原型を見出すことができる。トータルフットボールで使用され注目されたプレッシングではあるが、トータルフットボールを発祥とするわけでなくて、プレッシングはそれ以前から存在し使用されていたといわれる。1980年代後半、アリーゴ・サッキ監督がプレッシングを用いたゾーンプレスの戦術を生み出して大きな成果を上げた。日本においては1990年代前半に元横浜フリューゲルスの加茂周監督がJリーグでゾーンプレスを使用したことにより、プレッシングも大きな注目を浴びた。また、スウェーデンやデンマークといった北欧諸国では低い位置でのプレスがよく使われていたが、2000年前後にエクトル・クーペルがバレンシアCFで、2004年頃にジョゼ・モウリーニョがチェルシーFCで採用して成功を収めると低い位置でのプレスも世界中に普及した。2010年現在では高い位置、或いは低い位置でのプレスがほとんどのクラブにおいて基本的な守備戦術の一つとして使用されている。